# Marisa Maiô
Marisa Maiô é uma personagem fictícia e apresentadora de um talk show satírico gerado inteiramente por inteligência artificial (IA). Criada pelo roteirista e artista brasileiro Raony Phillips, a personagem viralizou nas redes sociais em junho de 2025, tornando-se um fenômeno da internet no Brasil. A sua concepção e rápida popularidade abriram um precedente na indústria criativa nacional, estabelecendo-a como um dos primeiros e mais bem-sucedidos avatares digitais gerados por IA a atingir o grande público e a ser capitalizado por marcas.
O caso de Marisa Maiô é considerado emblemático nas discussões sobre o avanço da mídia sintética, deepfake e o impacto da IA na produção de conteúdo audiovisual e entretenimento. A notoriedade da personagem foi consolidada por sua ampla cobertura na mídia nacional e por fechar contratos publicitários com grandes empresas como Magazine Luiza, OLX e inDrive.

## Criação e conceito
O Programa Marisa Maiô foi criado por Raony Phillips, conhecido por outros projetos de sucesso na internet como a websérie Girls in The House, produzida com o jogo The Sims 4. A personagem e todo o ambiente do programa, incluindo a plateia e os convidados, são gerados através da ferramenta de inteligência artificial Veo, do Google, que cria vídeos a partir de comandos de texto.
Phillips, que também é responsável pela dublagem da maioria das personagens em seus projetos, concebeu Marisa Maiô como uma crítica e uma paródia da televisão popular brasileira. O formato do programa é uma sátira aos populares programas de auditório sensacionalistas da televisão brasileira, como o Casos de Família, o Programa do Ratinho e os programas de Hebe Camargo, mesclando o grotesco e o bizarro com o glamour decadente. O humor é descrito como ácido, surreal e absurdo, com a apresentadora e seus convidados bizarros discutindo temas nonsense em um cenário que, apesar de realista, apresenta falhas e distorções características de conteúdo gerado por IA, como expressões faciais inconsistentes, metamorfoses subtis nos objetos de cena e movimentos erráticos.
O processo criativo, segundo Phillips, é trabalhoso e envolve uma tentativa e erro constante para guiar a IA, que possui limitações. Ele descreve que a geração de um vídeo de poucos segundos pode demorar minutos e que o controle sobre o resultado final é parcial, o que contribui para a estética caótica e imprevisível do programa. A dificuldade em fazer a IA gerar diálogos coesos em português e manter a consistência visual dos personagens e do cenário são desafios recorrentes mencionados pelo criador.

### Estética e Características
A estética de Marisa Maiô é marcada por um "vale da estranheza" deliberado. A apresentadora possui uma aparência que mistura o realismo com o artificial: cabelo chanel impecável, maquiagem carregada, um característico maiô preto e saltos altos. Sua personalidade é expansiva, debochada e por vezes cruel com seus convidados, que incluem uma mulher que se casa com um holograma, uma idosa viciada em jogos de azar online e uma vegana que se alimenta de luz solar.
As "falhas" da IA são incorporadas como parte da linguagem cômica e da identidade do programa. Dedos que se multiplicam, objetos que se transformam, reações desproporcionais da plateia e a dublagem propositalmente dessincronizada ou com entonações robóticas reforçam a natureza sintética e o humor nonsense da obra.

## Viralização e recepção
Os primeiros vídeos do Programa Marisa Maiô foram publicados em junho de 2025 nas redes sociais Instagram, X e TikTok, acumulando milhões de visualizações em poucos dias. O primeiro episódio alcançou mais de 1,7 milhão de visualizações apenas no X (antigo Twitter), enquanto o segundo ultrapassou a marca de 2,3 milhões no Instagram. A rápida disseminação se deu pela combinação do humor peculiar com a estranheza e o realismo da tecnologia de IA, que fez com que muitos usuários inicialmente acreditassem se tratar de um programa de TV real e desconhecido, resgatado de alguma emissora obscura do passado. Este elemento de confusão inicial foi um motor crucial para o compartilhamento e a discussão em torno dos vídeos.
A recepção do público foi majoritariamente positiva, com destaque para a criatividade, a originalidade do formato e o tom cômico, que foi visto como um sopro de ar fresco no humor digital. O fenômeno também atraiu a atenção da mídia tradicional, com reportagens em veículos de grande circulação e uma matéria de destaque no programa Fantástico, da TV Globo, que analisou o impacto cultural da personagem e entrevistou seu criador, Raony Phillips. A repercussão consolidou Marisa Maiô como um dos maiores virais do ano no Brasil.

## Impacto e análises

### Parcerias comerciais
A rápida popularidade de Marisa Maiô atraiu o interesse de grandes marcas, resultando em múltiplas parcerias comerciais em um curto espaço de tempo.
- Magazine Luiza: Poucas semanas após sua criação, Marisa Maiô estrelou sua primeira campanha publicitária para a rede de varejo.[4] No comercial, veiculado para o Dia dos Namorados, a personagem interagia com a Lu, influenciadora virtual da própria marca. A parceria foi vista como um marco, demonstrando a rápida monetização de um fenômeno de mídia sintética.[1]
- OLX: Em 11 de junho, a OLX anunciou Marisa Maiô como estrela de sua nova campanha para incentivar a compra de carros. A escolha da personagem buscou alinhar a marca a um conceito de modernidade e inovação tecnológica.[5]
- inDrive: No dia 23 de junho, a inDrive lançou uma campanha com a apresentadora. Com o mote da "liberdade de escolha", a personagem utilizou seu humor para comunicar os diferenciais da plataforma de mobilidade, como a negociação de preços entre passageiro e motorista.[6]

A capacidade da personagem de fechar múltiplos contratos publicitários reforçou seu status como um ativo de marketing viável, integrando a cultura de memes e virais às estratégias de comunicação de grandes empresas.

### Debate sobre mídia sintética e desinformação
O caso de Marisa Maiô intensificou o debate público sobre as implicações éticas da inteligência artificial. Especialistas em comunicação e tecnologia apontaram que, embora o conteúdo seja humorístico, sua alta qualidade e realismo servem de alerta para o potencial uso de tecnologias semelhantes na criação de desinformação e deepfakes maliciosos. A discussão aborda a necessidade de desenvolver o letramento mediático na população para que saiba identificar e analisar criticamente conteúdos gerados por IA.
Analistas também apontaram que o sucesso da personagem oferece uma "lição" para a televisão tradicional. O estilo debochado, direto e que não se prende ao "politicamente correto" de Marisa Maiô preencheu uma lacuna de autenticidade percebida pelo público, sugerindo que a audiência sente falta de figuras mais ousadas e menos contidas na mídia convencional. Ao mesmo tempo, o fenômeno é visto como um ponto de inflexão na indústria audiovisual, representando um novo paradigma de produção de conteúdo rápido, de baixo custo e com alto potencial de viralização.

### Controvérsia sobre direitos autorais
Em junho de 2025, o programa Melhor da Noite, da Rede Bandeirantes, exibiu um quadro em que a atriz e comediante Fabiana Karla interpretava uma versão "live-action" de Marisa Maiô, imitando seus trejeitos, figurino e o estilo do programa. O quadro, apresentado pela emissora como uma homenagem, gerou um intenso debate nas redes sociais sobre direitos autorais de criações de inteligência artificial.
Internautas e comentaristas discutiram os limites entre homenagem e plágio, questionando se a emissora deveria ter solicitado autorização ou creditado o criador Raony Phillips de forma mais explícita. O episódio amplificou as discussões sobre o status legal de personagens e obras geradas por IA, um campo ainda pouco regulamentado no Brasil e no mundo. Embora a Lei de Direitos Autorais brasileira (Lei nº 9.610/98) não preveja a titularidade de obras criadas por máquinas, juristas apontam que a autoria pode ser atribuída à pessoa física que operou a IA e fez as escolhas criativas – no caso, Raony Phillips. A controvérsia expôs a necessidade de adaptação da legislação à nova realidade da criação artística mediada por algoritmos.